# Träume sind für alle da
"Träume sind für alle da" ("Sonhos estão aí para toda o mundo") foi a canção que representou a Alemanha no Festival Eurovisão da Canção 1992, interpretada em alemão pela banda Wind. Foi a vigésima-segunda canção a ser interpretada na noite do festival, a seguir à canção norueguesa "Visjoner" cantada por Merethe Trøan e antes da canção neerlandesa "Wijs me de weg" interpretada por Humphrey Campbell. Terminou a competição em 16.º lugar (entre 23 países participantes, obtendo um total de 27 pontos). Informações obre a canção

## Autores
A canção tinha letra de Bernd Meinunger, música de Ralph Siegel e foi orquestrada por Norbert Daum. Informações sobre a canção.

## Letra
A canção é de estilo schlager tendo sido feita pelo famoso duo de compositores Siegel e Meinunger e constituída por um série de personagens que estão sonhando na mudança das suas vidas. O primeiro desses, por exemplo, é uma rapariga que se encontra na estação de comboios à espera de um comboio que ela acredita que a levará ao sucesso. Letra da canção.

## Versões
A banda gravou esta canção em inglesa, com o título "Dreams are made for everyone". Informações sobre a canção.